# حوزه انتخابیه نهم آلاباما
حوزه انتخابیه نهم آلاباما یک حوزه انتخابیه مجلس نمایندگان آمریکا است که در ایالت آلاباما قرار دارد.